# Elisabeth Bardwell
Elisabeth Miller Bardwell (4 décembre 1831 à Colrain, Massachusetts - 27 mai 1899 à Greenfield, Massachusetts) est une astronome américaine dont le principal domaine d'étude est les pluies de météores. Elle est diplômée du Mount Holyoke College en 1866 et continue au collège en tant qu'instructrice jusqu'à sa mort. Au cours de ces 33 années, elle enseigne un mélange d'algèbre, de trigonométrie, de physique et d'astronomie pendant les vingt premières années, et finalement seulement l'astronomie après 1886. Elle supervise également le développement de l'observatoire du collège, qui comprend des visites invitées aux observatoires de Washington, Princeton, Lick, Berlin et Potsdam. En novembre 1891, elle est élue membre de la Société astronomique du Pacifique, en mars 1895, de la British Astronomical Association, et en 1898, de l'Association américaine pour l'avancement des sciences. Elle contribue à Astronomy, Astro-Physics et Popular Astronomy.

## Jeunesse
Elisabeth Miller Bardwell est née dans le comté de Franklin, Massachusetts, le 4 décembre 1831, fille d'Amos et de Minerva (Miller) Bardwell. Enfant, Elisabeth passe beaucoup de temps à l'extérieur et développe une personnalité extravertie qui conduit à un comportement intrépide et à risque. Au départ, elle fréquente l'Académie de Shelburne Falls, apprenant le latin et diverses autres matières afin de se préparer à enseigner à un niveau supérieur. Elle commence à enseigner à 18 ans dans les écoles de district de sa ville natale jusqu'à ce qu'elle décide de quitter l'enseignement pour poursuivre ses études.

## Mount Holyoke College
Bardwell est diplômé du Mount Holyoke College en 1866 et y reste pour enseigner pendant 33 ans. Elle enseigne l'algèbre, la trigonométrie, la physique et l'astronomie. Elle est également directrice de l'observatoire John Payson Williston au collège depuis son ouverture en 1881 jusqu'en 1896, période pendant laquelle elle supervise sa croissance. Les améliorations apportées aux télescopes lui permettent, ainsi qu'à ses élèves, d'observer les taches solaires, les occultations lunaires et les étoiles variables. Le programme d'astronomie devient un programme d'études populaire avec près de 20% des étudiants choisissant de s'inscrire à un cours d'astronomie entre 1896 et 1976 après que le collège introduit une majeure en astronomie en 1895. Le développement de l'observatoire et le cours lui-même jettent les bases de la prochaine génération de professeurs d'astronomie au collège, comme Anne Sewell Young.

## Astronomie
Lorsque Bardwell n'enseigne pas, elle surveille le ciel à la recherche d'événements célestes. Dans un volume du Sidereal Messenger, elle publie ses observations d'une pluie de météores rayonnant de la constellation d'Andromède. Elle publie également des observations détaillées de la pluie de météores Leonid, notamment une carte du Leonid Radiant dans Popular Astronomy. Bien que ces observations ne soient pas de nouvelles découvertes, elles permettent de confirmer d'où provenaient les météores radiants. En 1880, Bardwell supervise la construction de l'observatoire John Payson Williston dont elle serait la directrice jusqu'à sa mort.

## Mort et héritage
Vers la fin de sa vie, Bardwell réside à Greenfield, Massachusetts avec sa sœur. Sa sœur est décédée en 1895, entraînant une longue période de chagrin pour Bardwell qui se sentait très proche de sa sœur. Sept ans avant sa mort, Bardwell reçoit un diagnostic de maladie grave dont elle ne s'est jamais complètement remise. Le 27 mai 1899, Elisabeth Bardwell meurt avec une de ses sœurs à ses côtés.